# شرعية الملكة فيكتوريا

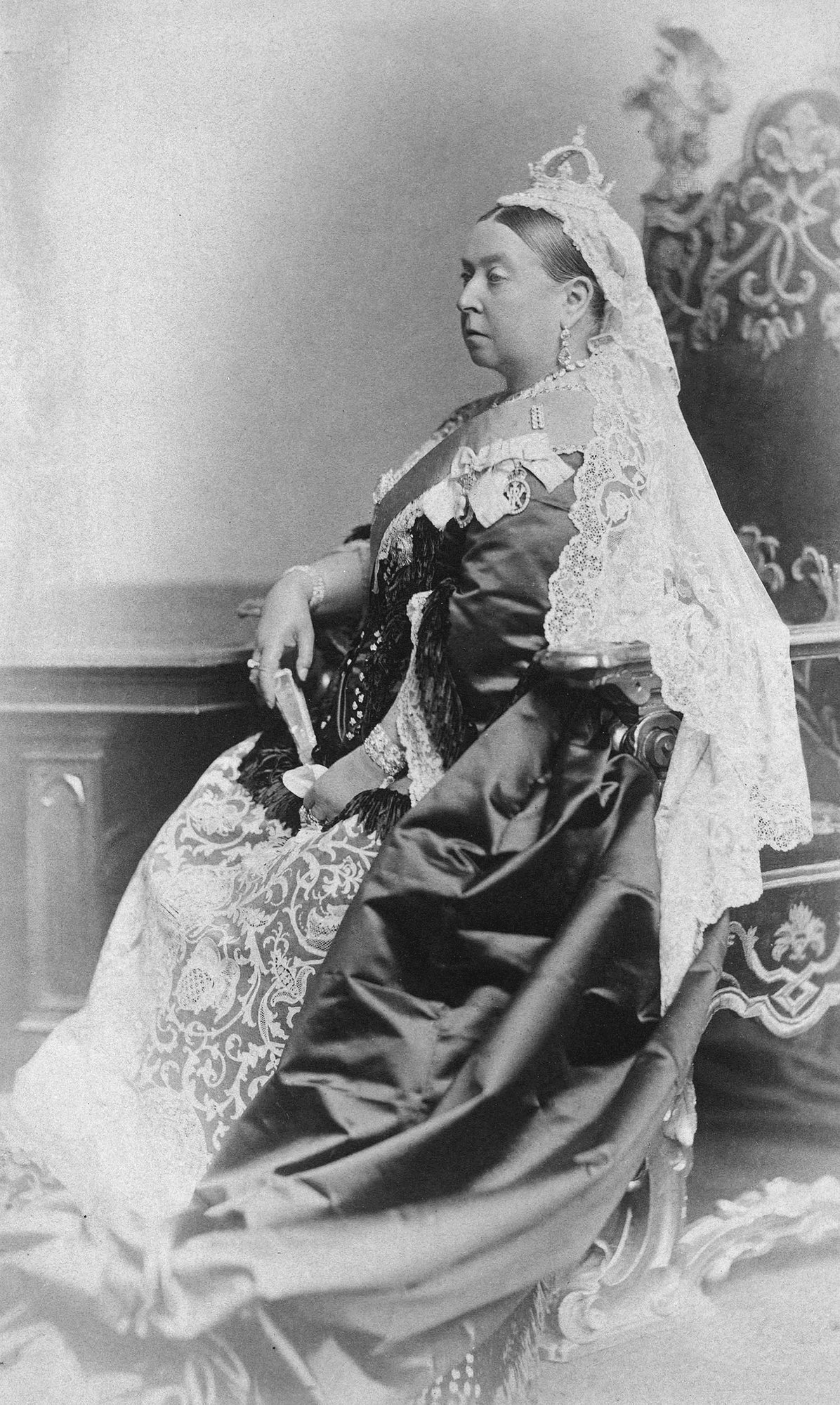
الملكة فيكتوريا

كان نسب الملكة فيكتوريا مسألة أثارت العديد من التخمينات. فقد قيل إن والدها البيولوجي كان إدوارد، دوق كينت وستراثرن. وقد استند هذا القول إلى وقوع أمراض وراثية ودليل ظرفي، وليس ثمة قبول واسع به.

## أزمة الخلافة
كانت تشارلوت أميرة ويلز (1796-1817) الابنة الوحيدة للأمير الوصي على العرش (جورج الرابع الذي سيصبح لاحقًا ملك المملكة المتحدة). خلقت وفاتها ووفاة ابنها الذي ولد ميتًا في عام 1817 سباقًا بين أشقاء الأمير الوصي على العرش، الأولاد الستة الأصغر سنًا للملك جورج الثالث الذين بقوا على قيد الحياة، على إنجاب وريث شرعي. وقد كان بعض هؤلاء الأشقاء قد تورط في السابق في فضائح. وكان فريدريك دوق يورك وألباني، الثاني للعرش حسب التسلسل، قد انفصل عن زوجته، تشارلوت فريدريكا أميرة بروسيا، بصورة ودية، والتي كانت قد تجاوزت سن الإنجاب. كان الابن السادس، أوغسطس فريدريك دوق ساسكس، قد تزوج مرتين بصورة تنتهك القانون الملكي للزيجات لعام 1772 (وكان الأمير الوصي على العرش قد فعل الأمر نفسه قبل زواجه والدة تشارلوت). وكان ثلاثة من الأشقاء، الثالث والرابع والسابع حسب التسلسل إلى العرش، قد تزوجوا في عام 1818: ويليام الرابع ملك المملكة المتحدة وإدوارد دوق كينت وستراثرن وأدولفوس دوق كامبريدج. وكان الابن الخامس، إرنست أوغسطس الأول ملك هانوفر، متزوجًا، إلا أنه لم يكن لديه في تلك الفترة أي ابن على قيد الحياة.
تزوج دوق كلارنس أديلايد من ساكس-ماينينغن. وعلى الرغم من أنه أنجب 10 أولاد غير شرعيين من دوروثيا جوردان، التي كانت عشيقة سابقة له، لم يعش أي من أولاده بعد سنوات الطفولة. وعاشت الابنة الثانية، إليزابيث، أطول فترة، إذ ولدت في 10 من شهر ديسمبر من عام 1820 وتوفيت في 4 من شهر مارس من عام 1821. وكان دوق كامبردج الابن التالي الذي أنجب وريثًا، وقد ولد ابنه جورج في 26 من شهر مارس من عام 1819. وقد حلت محله ابنة دوق كنت وزوجته، فيكتوريا من ساكس كوبرغ زالفلد، التي ولدت بعد شهرين. كانت الأميرة فيكتوريا ابنتهما الأولى والوحيدة. وولدت في 24 من شهر مايو من عام 1819، قبل ثلاثة أيام فقط من ولادة ابن دوق كمبرلاند، الذي سمي جورج أيضًا.
توفي كل من جورج الثالث ودوق كنت في شهر يناير من عام 1820. أصبح جورج الرابع الأمير الوصي على العرش وكانت فيكتوريا في المرتبة الثالثة في تسلسل العرش بعد عميها، دوق يورك ودوق كلارنس (الذي سيكون مستقبلًا ويليام الرابع). وستستولي على العرش في نهاية الأمر باسم الملكة فيكتوريا في عام 1837.

## الجدل
تركزت الشائعات عن نسب فيكتوريا حول جندي ومغامر إيرلندي مثير للجدل، كان اسمه السير جون كونروي، الذي كان السكرتير الخاص لوالدتها ومراقب حسابات أسرتها. كانت دوقة كنت في عمر كونروي، في حين كانت تصغر زوجها ب 19 عامًا، وثرثر البلاط بصورة علنية عن علاقتهما. بعد وفاة الدوق، اتخذ كونروي دورًا أبويًا حيال فيكتوريا، وهو أمر أثار استياءها الشديد. وقد أثار ذلك خلافًا شبه دائم بين فيكتوريا ووالدتها، وأيضًا بين الدوقة وصهرها، ويليام الرابع. توقع كونروي أنه سيصبح السكرتير الخاص بفيكتوريا حين تصبح ملكة، إلا أن واحدًا من أوائل أعمالها كملكة كان استبعاده من منزلها.
كان الاعتقاد بوجود علاقة بين الدوقة وكونروي شائعًا. وعند سؤاله من قبل تشارلز غريفيل حول إذا ما كان مقتنعًا بوجود تلك العلاقة، رد دوق ويلينغتون أنه كان «يفترض ذلك». وفي وقت لاحق روى الدوق قصة مفادها أن فيكتوريا كانت قد اكتشفت في سنوات شبابها أن كونروي والدوقة قد دخلا في ما سمي بصورة دبلوماسية «في ألفة». وقال ويلينغتون أنها أخبرت بذلك البارونة لويس ليهزن، التي أخبرت حليفتها المقربة، مدام دو سباث، التي واجهت الدوقة بسلوكها. وفقًا لويلينغتون، كانت دوقة كنت غاضبة وطردت دو سباث على الفور. ويبدو أن فيكتوريا قد شككت في القصة حين أصبحت ملكة، وقالت إن تقوى والدتها كان كفيلًا لمنعها من أي ألفة غير لائقة مع كونروي.

## الجينات
أشار إيه إن ويلسون إلى أنه من غير الممكن أن يكون والد فيكتوريا دوق كنت لسببين:
- الظهور المفاجئ للهيموفيليا في سلالة فيكتوريا. إذ لم يكن هناك وجود من قبل لهذا المرض ضمن الأسرة الملكية.
- الاختفاء المفترض للبرفيريا من سلالة فيكتوريا. وفقًا لويلسون، كان المرض سائدًا لدى الأسرة الملكية قبل عهد فيكتوريا وليس بعده.[6]

يمكن المجادلة ضد كلتا المحاججتين. وبما أن مرض الهيموفيليا مرتبط بالجنس، يجب أن يكون الأب مصابًا به لكي ينقله، غير أن كونروي كان يتمتع بصحة جيدة. وكان من المستبعد أن ينجو المصابون بمرض الهيموفيليا في أوائل القرن التاسع عشر بسبب الافتقار إلى العلاج الفعال. وبالفعل كان العمر المتوقع 11 عامًا أو أقل، حتى في أواخر النصف الثاني من القرن العشرين، وما يزال بهذا الانخفاض في الدول النامية. وليس هناك دليل على الهيموفيليا لدى كل من أسلاف كونروي أو سلالته، أو أي ذكر لمصابين بالهيموفيليا في أي وثيقة ترتبط بسكان كنت. ومن المرجح أن الطفرة برزت بصورة تلقائية نظرًا إلى أن دوق كنت كان يبلغ من العمر 50 عامًا حين حملت فيكتوريا، وتحدث الطفرات المسببة للهيموفيليا بصورة أكثر شيوعًا لدى الأطفال الذين يولدون لآباء أكبر سنًا، وتتسبب الطفرات التلقائية بنحو 30% من الحالات.
وفي ما يتعلق بالبورفيريا ليس ثمة دليل جيني أن الأسرة الملكية كانت تعاني من المرض، وكان تشخيص إصابة جورج الثالث به (وحالات أخرى) موضع شك. وفي حال كان تشخيص البورفيريا الوراثية صحيحًا، فمن المحتمل أنه قد استمر بين أسلاف فيكتوريا. وثمة شكوك بأن ابنتها فيكتوريا أميرة بريطانيا وإمبراطورة ألمانيا، وفردين آخرين على الأقل من سلالتها، شارلوت أميرة بروسيا ووليام أمير غلوستر، كانوا قد عانوا من هذا المرض.
يمكن إظهار دليل ملموس حول أصول مرض الهيموفيليا وتحديد نسب فيكتوريا من خلال فحص DNA لبقاياها وبقايا والديها، إلا أن الأسرة الملكية لم توافق على إجراء أي دراسة من هذا النوع.